# Драган Стойкович
Драган Стойкович (серб. Dragan Stojković / Драган Стојковић, нар. 3 березня 1965, Ниш) — колишній югославський та сербський футболіст, що грав на позиції півзахисника. По завершенні ігрової кар'єри — футбольний тренер. Наразі очолює тренерський штаб команди «Нагоя Грампус».
Як гравець насамперед відомий виступами за «Црвену Звезду» та «Нагоя Грампус», а також національну збірну Югославії.

## Клубна кар'єра
У дорослому футболі дебютував 1981 року виступами за «Раднички» з рідного міста Ниш, в яких провів п'ять сезонів, взявши участь у 70 матчах чемпіонату.
Своєю грою за цю команду привернув увагу представників тренерського штабу клубу «Црвена Звезда», до складу якого приєднався влітку 1986 року. Відіграв за белградську команду наступні чотири сезони своєї ігрової кар'єри. Більшість часу, проведеного у складі «Црвени Звезди», був основним гравцем команди. У складі «Црвени Звезди» був одним з головних бомбардирів команди, маючи середню результативність на рівні 0,4 голу за гру першості. За цей час двічі виборював титул чемпіона Югославії, крім того 1988 і 1989 року Стойкович отримував звання футболіст року в Югославії. Клуб «Црвена Звезда» нагородило Драгана званням «Zvezdina», яке присуджується лише найкращим гравцям за всю історію клубу.
Влітку 1990 року Стойкович перейшов у французький «Олімпік» з Марселя і в першому ж сезоні допоміг команді виграти Чемпіонат Франції. 1991 року у фінальному матчі кубка Чемпіонів «Олімпік» зустрічався з «Црвеною Звездою». Стойкович вийшов на поле в додатковий час, але відмовився бити пенальті у ворота свого колишнього клубу. «Црвена Звезда» виграла 5-4 по пенальті та завоювала трофей.
1991 року Драган був відданий в оренду до італійської «Верони». В чемпіонаті Італії 1991/1992 Драган провів 19 матчів та відзначився одним забитим м'ячем. Після повернення в «Олімпік» Драган не зіграв жодного матчу в чемпіонаті Франції 1992/1993, проте став разом з командою переможцем Ліги чемпіонів УЄФА. А в сезоні 1993/1994 Стойкович зіграв 18 матчів та забив 5 м'ячів.
Навесні 1994 року Драган перебрався до Японії, де став виступати за клуб «Нагоя Грампус Ейт». У складі «Нагоя Грампус Ейт» Стойкович провів вісім сезонів, відігравши 183 матчів та забивши 57 м'ячів. 1995 року Стойкович був визнаний найціннішим гравцем Джей-ліги. Завершив професійну кар'єру футболіста виступами за команду «Нагоя Грампус» у 2001 році

## Виступи за збірні
12 листопада 1983 року у віці 18 років дебютував в офіційних матчах у складі національної збірної Югославії в товариській грі проти збірної Франції.
У складі олімпійської збірної Югославії Драган став бронзовим призером Олімпіади 1984. У більшості ігор Стойкович перебував на лавці, але в матчі за третє місце проти збірної Італії був на полі всі 90 хвилин і допоміг своїм співвітчизникам здобути бронзові медалі, перемігши з рахунком 2-1.
У складі національної збірної Югославії був учасником чемпіонату Європи 1984 року у Франції та чемпіонату світу 1990 року в Італії.
Після розпаду СФРЮ став виступати за збірну Союзної Республіки Югославія, у складі якої взяв участь у чемпіонаті світу 1998 року у Франції та чемпіонаті Європи 2000 року у Бельгії та Нідерландах. Таким чином, Драган Стойкович став першим футболістом [джерело?], який брав участь у фінальних частинах чемпіонатів Європи з інтервалом у 16 років.
Протягом кар'єри у національних збірних, яка тривала 18 років, провів у формі головної команди країни 84 матчі, забивши 15 голів.

## Кар'єра функціонера
2001 року змінив на посаді Президента Югославської федерації футболу Миляна Милянича, де і працював 4 роки.
У липні 2005 року Стойкович став президентом «Црвени Звезди», де і працював до 12 жовтня 2007 року. За цей час команда двічі виграла чемпіонат та кубок країни.

## Кар'єра тренера
Розпочав тренерську кар'єру 22 січня 2008 року, очоливши тренерський штаб клубу «Нагоя Грампус». У першому ж сезоні Драган допоміг команді зайняти 3-тє місце, і вийти до Ліги чемпіонів.
20 листопада 2010 року Стойкович привів «Грампус» до першої в історії перемоги в Чемпіонаті Японії. Стойкович заявив, що він дізнався багато нового про футбол з від Арсена Венгера, під керівництвом якого Драган грав у «Марселі». Венгером привітав Стойкович з успіхом і назвав його тренером, якого він хотів би бачити новим наставником «Арсенала», після того як сам француз покине клуб.
Після успішного сезону 2010 року, Стойкович був нагороджений званням найкращого тренера чемпіонату, а вже на початку нового року «Нагоя» виграла ще й Суперкубок Японії, здолавши в серії пенальті клуб «Касіма Антлерс».

## Статистика

### Клубна
| Чемпіонат | Чемпіонат        | Чемпіонат        | Ліга | Ліга | Кубок            | Кубок                  | Кубок ліги      | Кубок ліги      | Всього | Всього |
| Сезон     | Клуб             | Ліга             | Ігри | Голи | Ігри             | Голи                   | Ігри            | Голи            | Ігри   | Голи   |
| Югославія | Югославія        | Югославія        | Ліга | Ліга | Кубок Югославії  | Кубок Югославії        | Кубок Ліги      | Кубок Ліги      | Всього | Всього |
| --------- | ---------------- | ---------------- | ---- | ---- | ---------------- | ---------------------- | --------------- | --------------- | ------ | ------ |
| 1981/82   | «Раднички» (Ниш) | Перша ліга       | 1    | 0    |                  |                        |                 |                 | 1      | 0      |
| 1982/83   | «Раднички» (Ниш) | Перша ліга       | 17   | 1    |                  |                        |                 |                 | 17     | 1      |
| 1983/84   | «Раднички» (Ниш) | Перша ліга       | 27   | 3    |                  |                        |                 |                 | 27     | 3      |
| 1984/85   | «Раднички» (Ниш) | Перша ліга       | 0    | 0    |                  |                        |                 |                 | 0      | 0      |
| 1985/86   | «Раднички» (Ниш) |                  | 25   | 4    |                  |                        |                 |                 | 25     | 4      |
| 1986/87   | «Црвена Звезда»  | Перша ліга       | 32   | 17   | 6                | 0                      |                 |                 | 38     | 17     |
| 1987/88   | «Црвена Звезда»  | Перша ліга       | 28   | 15   | 3                | 1                      |                 |                 | 31     | 16     |
| 1988/89   | «Црвена Звезда»  | Перша ліга       | 29   | 12   | 4                | 3                      |                 |                 | 33     | 15     |
| 1989/90   | «Црвена Звезда»  | Перша ліга       | 31   | 10   | 6                | 0                      |                 |                 | 37     | 10     |
| Франція   | Франція          | Франція          | Ліга | Ліга | Кубок Франції    | Кубок Франції          | Кубок Ліги      | Кубок Ліги      | Всього | Всього |
| 1990/91   | «Марсель»        | Ліга 1           | 11   | 0    | 4                | 0                      |                 |                 | 15     | 0      |
| Італія    | Італія           | Італія           | Ліга | Ліга | Кубок Італії     | Кубок Італії           | Кубок Ліги      | Кубок Ліги      | Всього | Всього |
| 1991/92   | «Верона»         | Серія A (Італія) | 19   | 1    | 2                | 1                      |                 |                 | 21     | 2      |
| Франція   | Франція          | Франція          | Ліга | Ліга | Кубок Франції    | Кубок Франції          | Кубок Ліги      | Кубок Ліги      | Всього | Всього |
| 1992/93   | «Марсель»        | Ліга 1           | 0    | 0    |                  |                        |                 |                 | 0      | 0      |
| 1993/94   | «Марсель»        | Ліга 1           | 18   | 5    | 1                | 0                      |                 |                 | 19     | 5      |
| Японія    | Японія           | Японія           | Ліга | Ліга | Кубок Імператора | Кубок Імператора       | Кубок Джей-ліги | Кубок Джей-ліги | Всього | Всього |
| 1994      | «Нагоя Грампус»  | Джей-Ліга        | 14   | 3    | 2                | 1                      | 1               | 0               | 17     | 4      |
| 1995      | «Нагоя Грампус»  | Джей-Ліга        | 40   | 15   | 5                | 2                      | -               | -               | 45     | 17     |
| 1996      | «Нагоя Грампус»  | Джей-Ліга        | 19   | 11   | 1                | 0                      | 10              | 3               | 30     | 14     |
| 1997      | «Нагоя Грампус»  | Джей-Ліга        | 18   | 2    | 0                | 0                      | 6               | 1               | 24     | 3      |
| 1998      | «Нагоя Грампус»  | Джей-Ліга        | 28   | 7    | 4                | 1                      | 1               | 0               | 33     | 8      |
| 1999      | «Нагоя Грампус»  | Джей-Ліга        | 24   | 11   | 5                | 2                      | 5               | 2               | 34     | 15     |
| 2000      | «Нагоя Грампус»  | Джей-Ліга        | 26   | 5    | 1                | 0                      | 6               | 2               | 33     | 7      |
| 2001      | «Нагоя Грампус»  | Джей-Ліга        | 15   | 3    | 0                | 0                      | 2               | 1               | 17     | 4      |
| Країна    | Югославія        | Югославія        | 190  | 62   | 19               | 4\|\|\|\|\|\|209\|\|66 |                 |                 |        |        |
| Країна    | Франція          | Франція          | 29   | 5    | 5                | 0\|\|\|\|\|\|34\|\|5   |                 |                 |        |        |
| Країна    | Італія           | Італія           | 19   | 1    | 2                | 1\|\|\|\|\|\|21\|\|2   |                 |                 |        |        |
| Країна    | Японія           | Японія           | 184  | 57   | 18               | 6                      | 31              | 9               | 233    | 72     |
| Всього    | Всього           | Всього           | 422  | 125  | 44               | 11                     | 31              | 9               | 497    | 145    |

### Збірна

Стойкович (ліворуч) у грі проти збірної Іспанії на ЧС-1990

| СФР Югославія | СФР Югославія | СФР Югославія |
| Рік           | Ігор          | Голів         |
| ------------- | ------------- | ------------- |
| 1983          | 1             | 0             |
| 1984          | 5             | 2             |
| 1985          | 2             | 0             |
| 1986          | 0             | 0             |
| 1987          | 5             | 2             |
| 1988          | 6             | 2             |
| 1989          | 11            | 1             |
| 1990          | 9             | 2             |
| 1991          | 1             | 0             |
| 1992          | 1             | 0             |
| Загалом       | 41            | 9             |

| СР Югославія | СР Югославія | СР Югославія |
| Рік          | Ігор         | Голів        |
| ------------ | ------------ | ------------ |
| 1994         | 2            | 0            |
| 1995         | 3            | 0            |
| 1996         | 8            | 3            |
| 1997         | 7            | 0            |
| 1998         | 10           | 1            |
| 1999         | 4            | 2            |
| 2000         | 7            | 0            |
| 2001         | 2            | 0            |
| Загалом      | 43           | 6            |

## Титули і досягнення

### Як гравця
- Бронзовий олімпійський призер: 1984
- Чемпіон Югославії (2):

«Црвена Звезда»: 1987-88, 1989-90
- Чемпіон Франції (1):

«Марсель»: 1990-91
- Переможець Ліги чемпіонів УЄФА (1):

«Марсель»: 1992-93
- Володар Кубка Японії (2):

«Нагоя Грампус»: 1995, 1999
- Володар Суперкубка Японії (1):

«Нагоя Грампус»: 1996

### Як тренера
- Чемпіон Японії (1):

«Нагоя Грампус»: 2010
- Володар Суперкубка Японії (1):

«Нагоя Грампус»: 2011

### Особисті
- Футболіст року в Югославії: 1988, 1989
- Найцінніший гравець Джей-ліги
- У списку найкращих 11 чемпіонату Японії: 1995, 1996, 1999